# Östra Rockelholm
Östra Rockelholm är en ö i Nagu, Finland. Den ligger i Skärgårdshavet i Pargas stad i landskapet Egentliga Finland, i den sydvästra delen av landet. Öarna ligger omkring 5 kilometer sydväst om Kirjais, 10 kilometer söder om Nagu kyrka, 44 kilometer sydväst om Åbo och omkring 170 kilometer väster om Helsingfors. Förbindelsebåten M/S Cheri trafikerar Östra Rockelholm.
Öns area är 21,4 hektar och dess största längd är 0,7 kilometer i sydväst-nordöstlig riktning. Väster om ön ligger Västra Rockelholm.

## Klimat
Inlandsklimat råder i trakten. Årsmedeltemperaturen i trakten är 6 °C. Den varmaste månaden är augusti, då medeltemperaturen är 17 °C, och den kallaste är januari, med −4 °C.